# Sürpriz
Süpriz (del turco: Sorpresa) fue un grupo turco-alemán compuesto por seis integrantes: Cihan Özden, Deniz Filizmen, Yasemin Akkar, Filiz Zeyno, Savaş Uçar y Bülent Ural. Fueron mayormente conocidos por su participación en el Festival de la Canción de Eurovisión 1999.

## Eurovisión 1999
El grupo fue formado por Cihan Özden en 1999 con el objetivo de participar en la selección nacional alemana para representar a dicho país en el Festival de Eurovisión 1999. Finalmente, lograron concursar en el certamen con la canción "Reise nach Jerusalem - Kudüs'e seyahat" (Viaje a Jerusalén), que fue escrita por Ralph Siegel y Bernd Meinunger, quiénes cuentan con una larga trayectoria en Eurovisión. La canción alcanzó el tercer lugar con 140 puntos.

## Después de Eurovisión
Luego de su paso por Eurovisión, la canción no logró obtener el mismo éxito que consiguió en el concurso, ya que no logró ingresar en las listas de sencillos de Alemania. El grupo lanzó un álbum de estudio homónimo en el año 2000 en Turquía, y experimentó varios cambios en sus componentes hasta que se separaron definitivamente en el 2002.

## Discografía
- Sürpriz (2000)